# Gerard Thoolen
Gerard Thoolen, né Gerardus Bernardus Marie Cornelis Thoolen le 14 février 1943 à Oss et mort le 12 octobre 1996 à Amsterdam, est un acteur néerlandais.

## Filmographie
- 1978 : Wimshurst's Electrostatic Generator de Erik van Zuylen
- 1979 : In for Treatment de Marja Kok et Erik van Zuylen[2]
- 1982 : A Taste of Water de Orlow Seunke[3]
- 1983 : The Kingmaker Connection de Hans Hylkema : Ben Mertens[4]
- 1983 : L'Illusionniste (De illusionist) de Jos Stelling
- 1985 : Het Bittere Kruid de Kees Van Oostrum : Vader Meijer[5]
- 1985 : De ijssalon de Dimitri Frenkel Frank [6]
- 1985 : Zoo de Peter Greenaway : Van Meegeren[7]
- 1985 : Pervola, Tracks in the Snow de Orlow Seunke : Simon van Oyen[8]
- 1987 : Count Your Blessings de Pieter Verhoeff : Sjef[9]
- 1989 : Mijn Vader woont in Rio de Ben Sombogaart : Klant[10]
- 1989 : Une saison blanche et sèche de Euzhan Palcy : Colonel Viljoen[11]
- 1990 : Een Vreemde Liefde de Edwin de Vries[12]
- 1991 : How To Survive A Broken Heart de Paul Ruven : Brack[13]
- 1991 : Prospero's Books de Peter Greenaway : Adrian[14]
- 1996 : Marrakesh de Michiel van Jaarsveld[15]
- 1996 : Charlotte Sophie Bentinck de Ben Verbong[16]